# Autodeterminazione dei popoli
Il principio di autodeterminazione dei popoli sancisce l'obbligo, in capo alla comunità degli stati, a consentire che un popolo sottoposto a dominazione straniera (colonizzazione o occupazione straniera con la forza), o facente parte di uno stato che pratica l'apartheid, possa determinare il proprio destino in uno dei seguenti modi: ottenere l'indipendenza, associarsi o integrarsi a un altro stato già in essere, o, comunque, a poter scegliere autonomamente il proprio regime politico (cosiddetta: «autodeterminazione interna»).

## Nel diritto internazionale
Il principio, nell'ambito del diritto internazionale, esplica i suoi effetti solo sui rapporti tra gli stati e non sancisce alcun diritto all'autodeterminazione in capo a un popolo: quest'ultimo, infatti, non è titolare di un diritto ad autodeterminare il proprio destino ma è solo il materiale beneficiario di tale principio di diritto internazionale, i cui effetti, invece, si ripercuotono solo sui rapporti tra stati: questi, se ne ricorrono le anzidette condizioni, sono tenuti ad acconsentire all'autodeterminazione.
Il principio non è applicabile ai paesi sottoposti a occupazione straniera prima della fine della seconda guerra mondiale (irretroattività), a meno che non si tratti di paesi coloniali.
Tale principio costituisce una norma di diritto internazionale generale, cioè una norma che produce effetti giuridici (diritti e obblighi) per tutta la Comunità degli Stati. Inoltre, questo principio è anche una norma di ius cogens, cioè diritto inderogabile, un principio supremo e irrinunciabile del diritto internazionale, per cui non può essere derogato mediante convenzione internazionale. Come tutto il diritto internazionale, il principio di autodeterminazione viene ratificato da leggi interne: per esempio, in Italia, vi è la L. n. 881/1977; nell'ordinamento italiano il principio vale come legge dello Stato che prevale sul diritto interno (Cass. pen. 21-3-1975).
Non esiste, invece (inizi del XXI secolo), alcuna norma consuetudinaria di diritto internazionale che sancisca obblighi per la comunità degli stati ad acconsentire alla cosiddetta «autodeterminazione interna», quale potrebbe essere il caso di una secessione di una porzione di uno stato (salvo, forse, il caso prospettato dalla sentenza 20.8.1998 della Corte suprema del Canada sulle pretese di secessione della provincia canadese del Québec, in cui a un popolo sia impedita la partecipazione allo stato): in base allo stesso principio, non vi è alcuna norma consuetudinaria per imporre a uno stato l'adozione di un regime democratico, né esiste l'obbligo della comunità internazionale di proteggere governi affermatisi a seguito di libere elezioni. 
In generale sia in ambito italiano che in ambito internazionale il concetto di popolo non ha una unanime definizione, né quali popoli possano ambire all'autodeterminazione perché costituenti nazioni.

## Prima applicazione pratica: il primo dopoguerra
Il principio di autodeterminazione fu solennemente enunciato da Woodrow Wilson in occasione del Trattato di Versailles (1919) e avrebbe dovuto fungere da linea guida per il tracciamento dei nuovi confini, ma in realtà fu applicato in modo discontinuo e arbitrario, contribuendo non poco alla graduale destabilizzazione e al definitivo sovvertimento dell'ordine di Versailles. Infatti a causa del Trattato di Saint-Germain fu proibito un referendum per decidere se l'area abitata da genti di etnia tedesca del defunto Impero austro-ungarico dovesse costituire uno stato indipendente o dovesse unirsi alla Germania.
In particolare il principio trovò applicazione in occasione della determinazione dei nuovi confini delle potenze della Triplice alleanza uscite sconfitte dalla prima guerra mondiale. Vennero così indetti dei plebisciti in Alta Slesia, Prussia Orientale, nello Schleswig, nella regione di Eupen-Malmedy, nella Carinzia meridionale e a Sopron, con esiti spesso contestati e fonte di successive tensioni internazionali. Altri territori, come quasi tutta la Posnania e la Prussia Occidentale, il territorio di Memel e l'Alsazia-Lorena furono invece staccati dalla Germania senza interpellare le rispettive popolazioni, spesso maggioritariamente di lingua tedesca. I Sudeti passarono alla Cecoslovacchia insieme alla maggioranza ungherese del sud della Slovacchia e il Tirolo meridionale passò all'Italia pur essendo a maggioranza germanofona; come Fiume e parte della Dalmazia non furono assegnate all'Italia.

## Secondo dopoguerra
Il principio di autodeterminazione dei popoli si è sviluppato compiutamente a partire dalla seconda metà del Novecento, nel 1945, alla fine della seconda guerra mondiale. In particolare, è stata l'Organizzazione delle Nazioni Unite (ONU) a promuoverne lo sviluppo all'interno della Comunità degli Stati.
La Carta delle Nazioni Unite, infatti, al Capitolo I (dedicato ai fini e principi dell'Organizzazione), articolo 1, paragrafo 2, individua come fine delle Nazioni Unite:
"Sviluppare tra le nazioni relazioni amichevoli fondate sul rispetto e sul principio dell'eguaglianza dei diritti e dell'auto-determinazione dei popoli..."
Tra le principali convenzioni internazionali che sono intervenute a sancire il diritto di autodeterminazione dei popoli vi è il Patto internazionale sui diritti civili e politici, stipulato nell'ambito dell'ONU nel 1966. L'Italia ha recepito questa convenzione con la legge n.881 del 1977.
Altro passo fondamentale è stata la "Dichiarazione relativa alle relazioni amichevoli ed alla cooperazione fra stati" del 1970, in cui l'Assemblea generale delle Nazioni Unite, con la risoluzione 2625 (XXV), sancì il divieto di qualsiasi intervento lesivo del principio dell'uguaglianza dei diritti nella comunità internazionale: in tale ambito, la risoluzione dichiara che "la costituzione di uno Stato sovrano e indipendente, la libera associazione o l'integrazione con uno Stato indipendente, o l'acquisizione di qualsiasi altro status politico liberamente determinato da un popolo costituiscono modalità di attuazione del diritto all'autodeterminazione": ne deriva il divieto di ricorrere a qualsiasi misura coercitiva suscettibile di privare i popoli del loro diritto all'autodeterminazione.
Ancora più chiaramente si è espressa la "Conferenza per la Sicurezza e la Cooperazione in Europa" (CSCE) nell'Atto Finale di Helsinki del 1975, in cui si afferma il diritto per tutti i popoli di stabilire in piena libertà, quando e come lo desiderano, il loro regime politico senza ingerenza esterna e di perseguire come desiderano il loro sviluppo economico, sociale e culturale.
Il contenuto del principio di autodeterminazione dei popoli consiste in obblighi per gli Stati della Comunità internazionale di non impedire o anche intralciare l'autodeterminazione dei popoli, intesa come libertà degli stessi di autodeterminare il proprio assetto costituzionale.
In particolare il principio è servito a favorire la decolonizzazione, in quanto ha permesso ai Paesi in via di sviluppo di indire libere elezioni, darsi una costituzione propria, scegliere la forma di governo, senza subire pressioni dagli Stati più sviluppati.

## Limiti applicativi

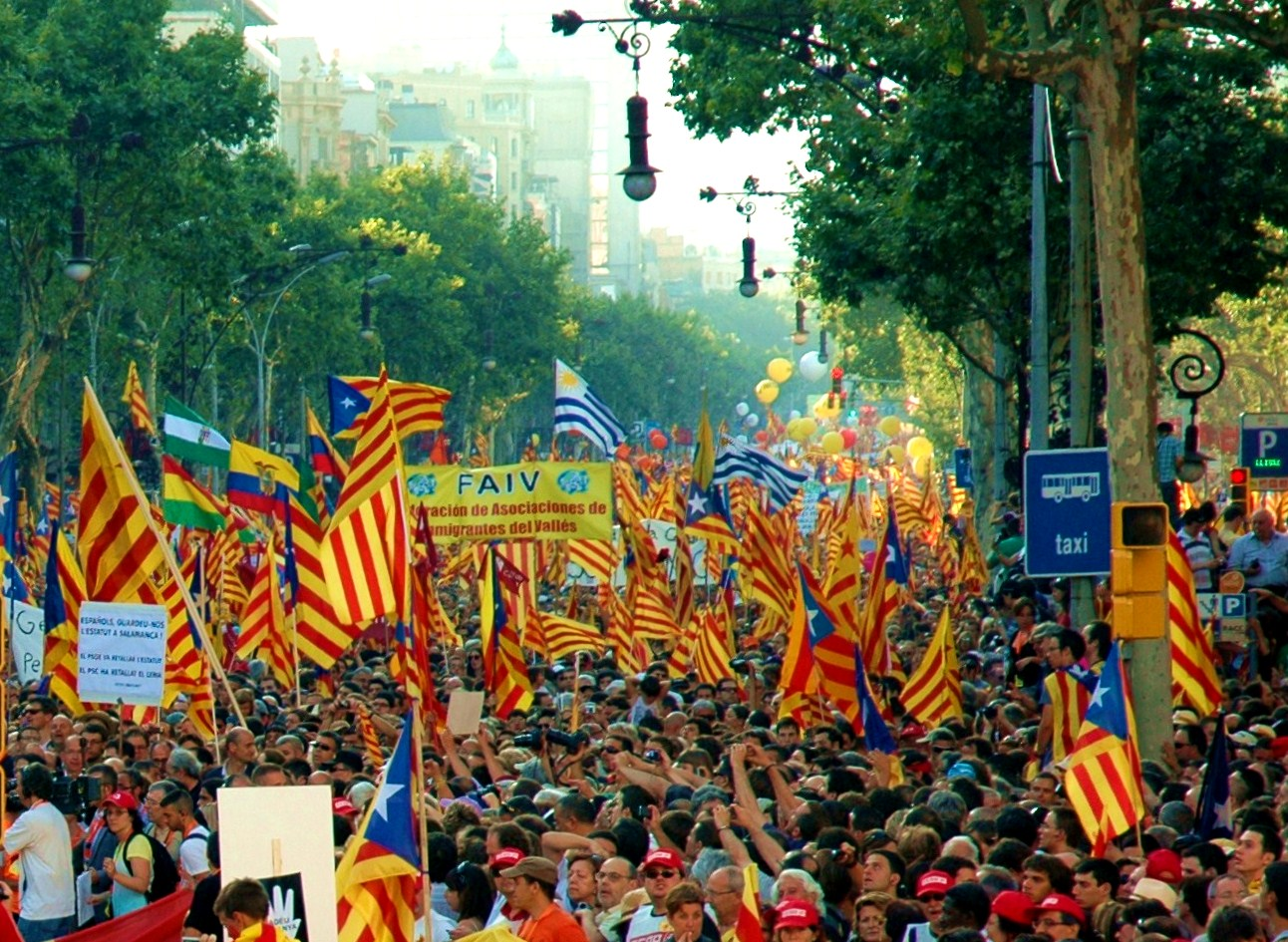
Manifestazione di indipendentisti catalani nel 2012

L'applicabilità del principio all'autodeterminazione incontra alcune limitazioni.
Nella prassi, si è in ogni caso escluso di assegnare al principio di autodeterminazione effetti retroattivi tali da consentire di rimettere in discussione situazioni territoriali definite a seguito dei più importanti eventi bellici del XX secolo, poiché metterebbero in discussione la certezza dei confini nazionali.
Ai sensi del diritto internazionale dei diritti umani, il soggetto titolare del diritto all'autodeterminazione è il popolo come soggetto distinto dallo stato. Tuttavia, in nessuna norma giuridica internazionale c'è la definizione di popolo.
La Corte suprema del Canada, valutando le rivendicazioni di indipendenza del Québec rispetto al Canada, ha analizzato attentamente tale principio definendone i limiti: di esso sono autorizzati ad avvalersi ex colonie, popoli soggetti a dominio militare straniero, e gruppi sociali cui le autorità nazionali rifiutino un effettivo diritto allo sviluppo politico, economico, sociale e culturale (Sentenza 385/1996).